# Sonata per a piano núm. 32 (Beethoven)
La Sonata per a piano núm. 32 en do menor, Op. 111, és una obra composta per Ludwig van Beethoven entre 1820 i 1822. És la darrera sonata per a piano del compositor i, juntament amb les 33 Variacions sobre un vals de Diabelli i les dues col·leccions de bagatel·les Opus 119 i 126, és també una de les seves últimes obres per a aquest instrument.
El seu segon moviment, Arietta, ha estat anomenat «L'adéu a la sonata».
Dura aproximadament 26 minuts.

## Història

### Gènesi de la Sonata Opus 111
Beethoven va concebre el pla de les seves últimes tres sonates per a piano (op. 109, 110 i 111) durant l'estiu de 1820, mentre treballava en la Missa Solemnis. No obstant això, igual que amb moltes de les seves altres obres, la composició de la sonata n.º 32 va ser un procés llarg i complex, trobant-se, per exemple, esbossos del primer tema de l'allegro ed appassionato en quaderns d'anotacions de 1801 - 1802, contemporanis a la seva Simfonia núm. 2. 
Aquestes anotacions presenten indicis que l'estructura final del opus 111 va ser significativament diferent d'aquella que va idear Beethoven al principi. En lloc de dos moviments, la sonata hauria comptat amb tres: el primer d'ells hauria estat empleat en el quartet n.º 13, i el segon, descartat. Només el tercer moviment hauria mutat al Maestoso.

### L'adéu al piano
Amb l'excepció de les obres esmentades anteriorment, la sonata Opus 111 és l'última obra per a piano de Beethoven. No obstant això, va morir al març de 1827, més de quatre anys després de la finalització d'aquesta obra. Durant aquest període, Beethoven va continuar treballant en importants obres, com per exemple la Novena Simfonia i els últims quartets de cordes, i en projectes que mai van veure la llum, com la seva Desena Simfonia, i una òpera basada en el poema dramàtic Faust. Però de totes aquestes composicions, cap està destinada al piano, el qual anés el seu instrument favorit, sinó en general a arranjaments instrumentals i corals, que semblessin ser més poderosos a l'hora d'expressar les seves idees musicals.

## Estructura
El Opus 111 consta de dos moviments:
- I. Maestoso: Allegro con brio ed appassionato.
- II. Arietta: Adagio molto, semplice e cantabile.

### I. Maestoso: Allegro con brio ed appassionato
El primer moviment és un Allegro en Do menor, precedit per una introducció lenta que rememora la ben coneguda Sonata Appassionata. El moviment respon a la forma sonata, però presenta elements escapolits, temes entremesclats i una reexposició poc convencional.
Dura aproximadament 8 minuts.

#### Introducció

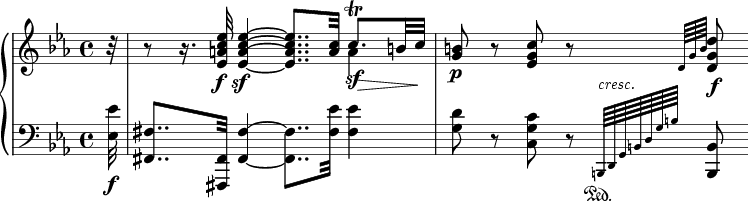
Compassos 1 a 3 : Introducció al primer moviment.

La introducció, rítmica i de caràcter greu similar a la de la sonata n.º 8, en do menor, inicia en forte amb un motiu de setenes disminuïdes. És seguit per un passatge cromàtic en pianissimo que, a través de la dominant, condueix al primer tema.

#### Exposició

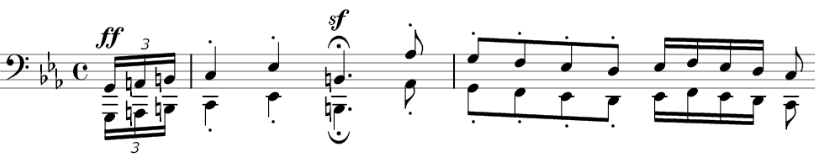
Primer tema del primer moviment.

El primer tema del primer moviment està elaborat sobre la base d'un motiu que, igual que en altres composicions del mestre, és simple. Est és presentat en octaves paral·leles en el registre sota del piano en fortissimo, i després d'alguns compassos, és repetit primer en piano, traslladat dues octaves en el registre més agut, i després lleugerament modificat a la mà dreta, en forma escapolida.
Després de 13 compassos, la fuga acaba per donar lloc al segon tema, més lent (meno allegro - adagio) i en escala major natural. Aquest és molt breu en comparació al primer (tan sols cinc compassos). Li segueix la coda, basada en els temes abans escoltats, amb el motiu principal sonant en el baix, la qual conclou en la bemoll major.

#### Desenvolupament
Després d'una breu al·lusió al motiu del primer tema, segueix una fuga i un desenvolupament harmònic sobre els temes de l'exposició.

### II. Arietta: Adagio molto, semplice ed cantabile
El segon moviment de la Sonata op. 111 és un tema amb sis variacions en do major. El compàs principal és 9/16, una mètrica poc usual en aquest tipus de composicions.
Dura aproximadament 17 minuts.

#### Tema
El tema principal és una arietta en do major, en compàs de 9/16. Es compon de dues frases de vuit compassos cadascuna, desenvolupat com un cor a quatre veus. L'harmonia és extremadament simple.

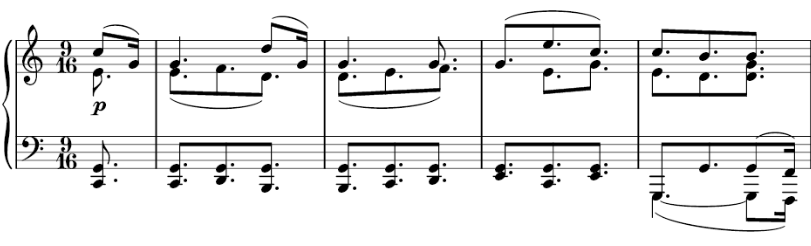
Compassos 1 a 5: Tema Arietta

#### Variació I
La primera variació, indiciada dolce i sempre legato conserva el tempo del tema.

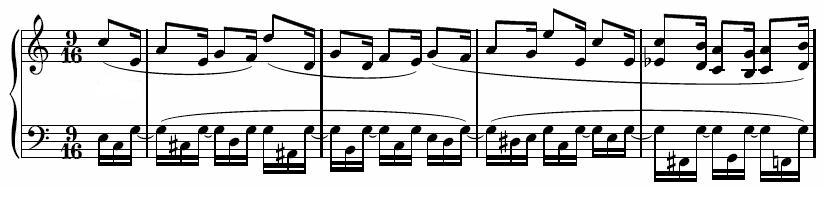
Compassos 17 a 21: Primera variació.

#### Variació II
La segona variació manté el tempo precedent (L'istesso tempo) i l'esperit (dolce i sempre legato), però la mètrica del compàs canvia a 6/16. Les durades de les notes del motiu original són menors, i el canvi de ritme i l'harmonia utilitzada fan pensar en el swing del jazz.

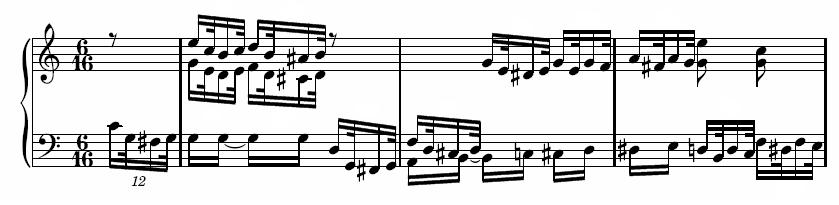
Compassos 34 a 37: Segona variació.

#### Variació III

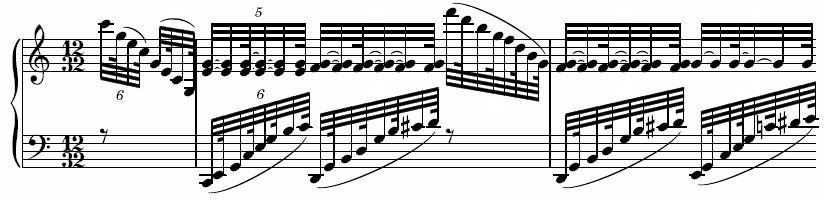
Compassos 51 a 53: Tercera variació

#### Variació IV

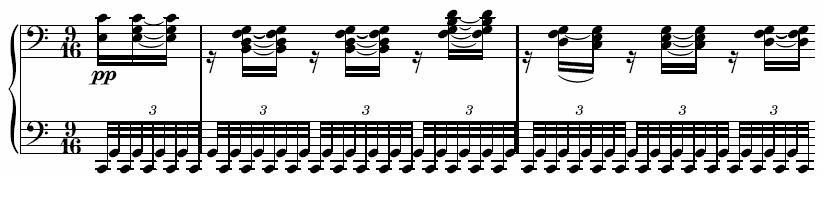
Compassos 68 a 70: Quarta variació.

#### Variació
La cinquena variació, en mi bemoll i comença després d'un inesperat forte. Consisteix en un trinat de vuit compassos durant el qual la melodia es torna pràcticament irreconeixible. Finalment reapareix sota el tema principal, en la tònica (do major).

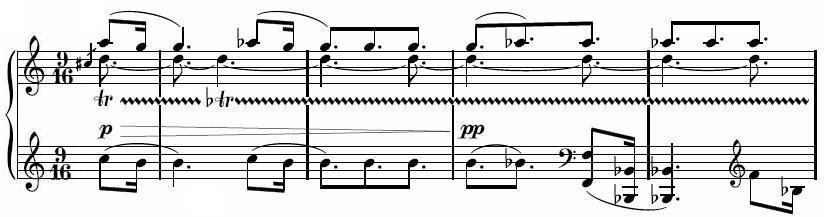
Compassos 111 a 115: Cinquena variació

#### Variació VI

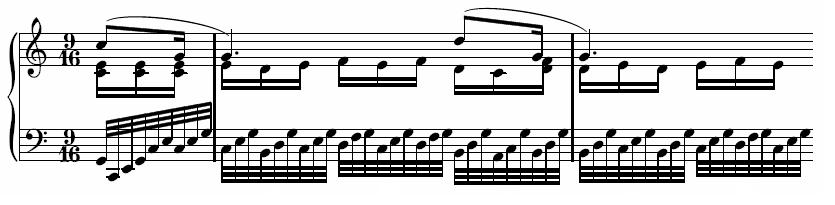
Compassos 134 a 136: Sisena variació

## Discografia
- 1932 — Artur Schnabel, EMI.
- 1951 — Solomon Cutner, EMI.
- 1954 — Wilhelm Kempff, Deutsche Grammophon (Yves Nat, 1952-53 - EMI Classics).
- 1961 — Wilhelm Backhaus, Decca.
- 1968 — Friedrich Gulda, Amadeo
- 1975 — Sviatoslav Richter, Música i Arts.
- 1977 — Maurizio Pollini, Deutsche Grammophon.
- 1985 — Claudio Arrau, Philips
- 1987 — Rudolf Serkin, d'octubre de 1987. Concert en el Konzerthaus de Viena.
- 1988 — Arturo Benedetti Michelangeli, AURA music
- 1995 — Alfred Brendel, Phillips.
- 2010 — Barenboim on Beethoven Live from Berlin. Daniel Barenboim, EMI.
- 2012 — Mitsuko Uchida, Philips.